# 奧列克西伊夫希納
50°53′56″N 31°6′28″E / 50.89889°N 31.10778°E
奧列克西伊夫希納（烏克蘭語：Олексіївщина），是烏克蘭北部的村莊，隸屬切爾尼希夫州的切爾尼希夫區。該村始建於1740年，面積1.24平方公里，海拔高度114米，2001年人口361，人口密度每平方公里290.4人。